# Podnoszenie ciężarów na Letnich Igrzyskach Olimpijskich 1996 – waga kogucia mężczyzn
Rywalizacja w wadze do 59 kg mężczyzn w podnoszeniu ciężarów na Letnich Igrzyskach Olimpijskich 1996 odbyła się 21 lipca 1996 roku w hali Georgia World Congress Center. W rywalizacji wystartowało 20 zawodników z 19 krajów. Tytułu sprzed czterech lat nie obronił Koreańczyk Chun Byung-kwan, który spalił wszystkie próby w podrzucie. Nowym mistrzem olimpijskim został Chińczyk Tang Lingsheng, srebrny medal wywalczył Grek Leonidas Sambanis, a trzecie miejsce zajął Nikołaj Peszałow z Bułgarii.

## Wyniki
| Pozycja | Zawodnik                 | Reprezentacja     | Waga  | Rwanie | Rwanie | Rwanie | Podrzut | Podrzut | Podrzut | Wynik |
| Pozycja | Zawodnik                 | Reprezentacja     | Waga  | 1      | 2      | 3      | 1       | 2       | 3       | Wynik |
| ------- | ------------------------ | ----------------- | ----- | ------ | ------ | ------ | ------- | ------- | ------- | ----- |
| 1. !    | Tang Lingsheng           | Chiny             | 58,61 | 130,0  | 135,0  | 137,5  | 162,5   | 167,5   | 170,0   | 307,5 |
| 2. !    | Leonidas Sambanis        | Grecja            | 58,53 | 135,0  | 137,5  | 140,0  | 162,5   | 167,5   | 167,5   | 305,0 |
| 3. !    | Nikołaj Peszałow         | Bułgaria          | 58,88 | 132,5  | 132,5  | 137,5  | 162,5   | 162,5   | 165,0   | 302,5 |
| 4       | Hiroshi Ikehata          | Japonia           | 58,66 | 125,0  | 130,0  | 132,5  | 157,5   | 162,5   | 165,0   | 297,5 |
| 5       | William Vargas           | Kuba              | 58,73 | 130,0  | 130,0  | 135,0  | 155,0   | 160,0   | 162,5   | 297,5 |
| 6       | Xu Dong                  | Chiny             | 58,60 | 132,5  | 137,5  | 137,5  | 162,5   | 170,0   | 170,0   | 295,0 |
| 7       | Yurik Sarkisian          | Australia         | 58,60 | 125,0  | 130,0  | 130,0  | 155,0   | 160,0   | 160,0   | 280,0 |
| 8       | Zoltán Farkas            | Węgry             | 58,90 | 130,0  | 132,5  | 132,5  | 140,0   | 145,0   | 150,0   | 280,0 |
| 9       | Bryan Jacob              | Stany Zjednoczone | 58,82 | 117,5  | 122,5  | 125,0  | 145,0   | 150,0   | 152,5   | 272,5 |
| 10      | Petr Stanislav           | Czechy            | 58,70 | 105,0  | 110,0  | 112,5  | 135,0   | 140,0   | 142,5   | 255,0 |
| 11      | Raghavan Chanderasekaran | Indie             | 58,89 | 110,0  | 110,0  | 112,5  | 135,0   | 140,0   | 145,0   | 252,5 |
| 12      | Wiktar Siniak            | Białoruś          | 58,70 | 112,5  | 120,0  | 120,0  | 132,5   | 137,5   | 137,5   | 250,0 |
| 13      | César Rodríguez          | Portoryko         | 58,21 | 105,0  | 110,0  | 110,0  | 132,5   | 137,5   | 137,5   | 242,5 |
| 14      | Nuno Alves               | Portugalia        | 58,28 | 97,5   | 100,0  | 102,5  | 130,0   | 135,0   | 137,5   | 237,5 |
| 15      | Bonayan Al-Dosari        | Arabia Saudyjska  | 58,89 | 95,0   | 102,5  | 102,5  | 115,0   | 125,0   | 125,0   | 227,5 |
| 16      | Moustafa Buihamghet      | Maroko            | 58,62 | 90,0   | 95,0   | 95,0   | 110,0   | 115,0   | 120,0   | 210,0 |
| -       | Chun Byung-kwan          | Korea Południowa  | 58,95 | 130,0  | 135,0  | 137,5  | 165,0   | 167,5   | 167,5   | –     |
| -       | Asif Malikov             | Azerbejdżan       | 58,74 | 125,0  | 125,0  | 125,0  | –       | –       | –       | –     |
| -       | Marcus Stephen           | Nauru             | 58,88 | 120,0  | 120,0  | 120,0  | –       | –       | –       | –     |
| -       | Hafiz Suleymanoglu       | Turcja            | 58,90 | 130,0  | 135,0  | 137,5  | 157,5   | 157,5   | 160,0   | –     |